# Psapharochrus circumflexus
Psapharochrus circumflexus là một loài bọ cánh cứng trong họ Cerambycidae.